# Rik van Nutter
Rik van Nutter (eigentlich Frederick Allen Nutter, * 1. Mai 1929 in Los Angeles, Kalifornien; † 12. November 2005 in West Palm Beach, Florida) war ein US-amerikanischer Schauspieler.

## Leben
Rik van Nutter spielte seit Ende der 1950er Jahre kleinere Rollen in italienischen Filmen. Unter dem Pseudonym „Clyde Rogers“ trat er in zwei Hauptrollen gering budgetierter Filme auf, bevor er durch die Bekanntschaft seiner damaligen Frau Anita Ekberg, mit der er von 1963 bis 1975 verheiratet war, mit den Produzenten der James-Bond-Filme die Rolle des Felix Leiter in Thunderball erhielt. Van Nutter spielte allerdings nur noch in zwei weiteren Filmen, bevor er – bis auf ein kurzes Comeback Ende der 1970er Jahre – sich ganz aus der Schauspielerei zurückzog. Manchmal wird sein Vorname als „Rick“ wiedergegeben.
1971 schrieb er das Drehbuch zu einem Erotikfilm. Eine zweite, 1998 eingegangene Ehe, scheiterte fünf Jahre später.

## Filmografie (Auswahl)
- 1959: Petticoats und Fallschirmjäger (Guardatele ma non toccatele)
- 1959: Schlechte Zeiten für Vampire (Tempi duri per i vampiri)
- 1960: A noi piace freddo …!!
- 1960: Dieb aus Leidenschaft (Risate di gioia)
- 1960: Space Men
- 1961: Romanoff und Julia (Romanoff and Juliet)
- 1962: Tharus, Sohn des Attila (Tharus, figlio di Attila)
- 1964: Die letzte Kugel traf den Besten (Aventuras del Oeste)
- 1965: Die Rache des Ivanhoe (La rivincita di Ivanhoe)
- 1965: James Bond 007 – Feuerball (Thunderball)
- 1966: Frauen als Köder für CD 7 (Un colpo da mille miliardi)
- 1967: Vier Halleluja für Dynamit-Joe (Joe l'implacabile)
- 1971: Sexclub der Triebhaften (Casting Call) (nur Drehbuch)
- 1977: Operation Foxbat (Woo fok)
- 1979: Pacific Inferno